# Crook and Willington

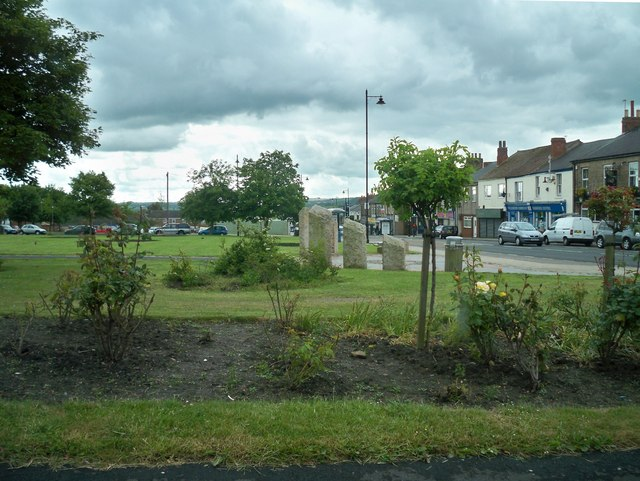
Willington

Crook and Willington var en civil parish från 1937 till 1974, i grevskapet Durham, i England. Civil parish var belägen 11 km från Durham och hade 25 257 invånare år 1961. Crook and Willington var ett distrikt från 1937 till 1974 då den blev en del av Wear Valley.